# Gustaw Gwozdecki
Gustaw Gwozdecki (sinh ngày 5 tháng 5 năm 1880 tại Warsaw – mất ngày 3 tháng 3 năm 1935 tại Paris) là một họa sĩ và nhà điêu khắc người Ba Lan.

## Tiểu sử
Năm 1899, Gwozdecki bắt đầu theo học nghệ thuật tại Munich, dưới sự hướng dẫn của các họa sĩ Stanisław Grocholski và Anton Ažbe. Tại đây, ông ra mắt các tác phẩm nghệ thuật đầu tay của mình. Gwozdecki tiếp tục theo học tại Học viện Mỹ thuật Jan Matejko ở Kraków vào năm 1900, và ở Warsaw từ năm 1901. Nhờ vào học bổng, ông đã học điêu khắc tại Trường Mỹ thuật quốc gia ở Paris. Tại đây, ông đã triễn lãm các tác phẩm nghệ thuật của mình tại phòng trưng bày Salon d'Automne vào năm 1904. Ngoài ra, ông cũng thường xuyên tham gia các cuộc triển lãm ở Warsaw, Poznań, và Vienna.
Gwozdecki vẽ nhiều thể loại, bao gồm tranh phong cảnh, chân dung và tĩnh vật. Ông cũng tạo ra các tác phẩm điêu khắc từ đá cẩm thạch và thạch cao. Nhiều tác phẩm của nghệ sĩ dựa trên cuộc sống của người dân bản địa. Ông là một trong những nghệ sĩ theo chủ nghĩa hiện đại và chủ nghĩa biểu hiện đầu tiên của Ba Lan. Sau năm 1910, ông chuyển sang trường phái nghệ thuật Les Fauves, và đã nhận được những đánh giá tích cực từ các nhà phê bình mỹ thuật Pháp.
Hiện nay, tác phẩm của Gustaw Gwozdecki được trưng bày ở nhiều địa điểm khác nhau, bao gồm: Bảo tàng quốc gia ở Warsaw, Poznań, và Kraków, Hiệp hội Lịch sử và Văn học Ba Lan (Towarzystwo Historyczno-Literackie) ở Paris; Phòng trưng bày Mỹ thuật gần Đại học Yale. Nhiều tác phẩm của nghệ sĩ thuộc sở hữu tư nhân ở Pháp và Hoa Kỳ.

## Tranh tiêu biểu

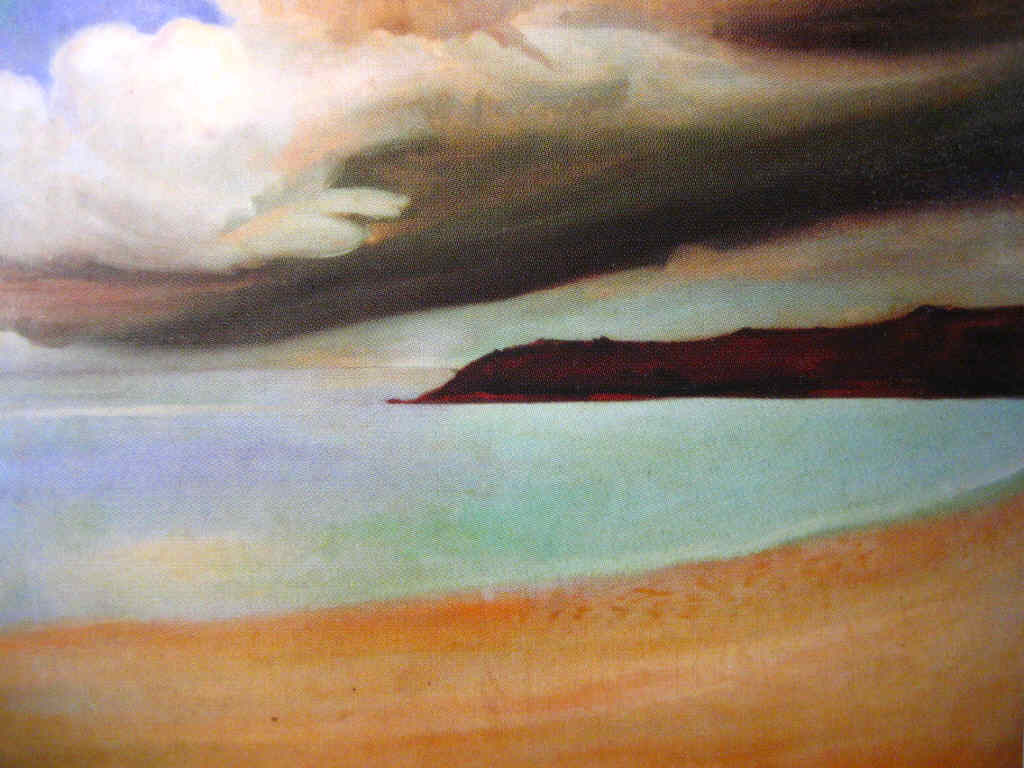
Đường bờ biển ở Brittany (1905)
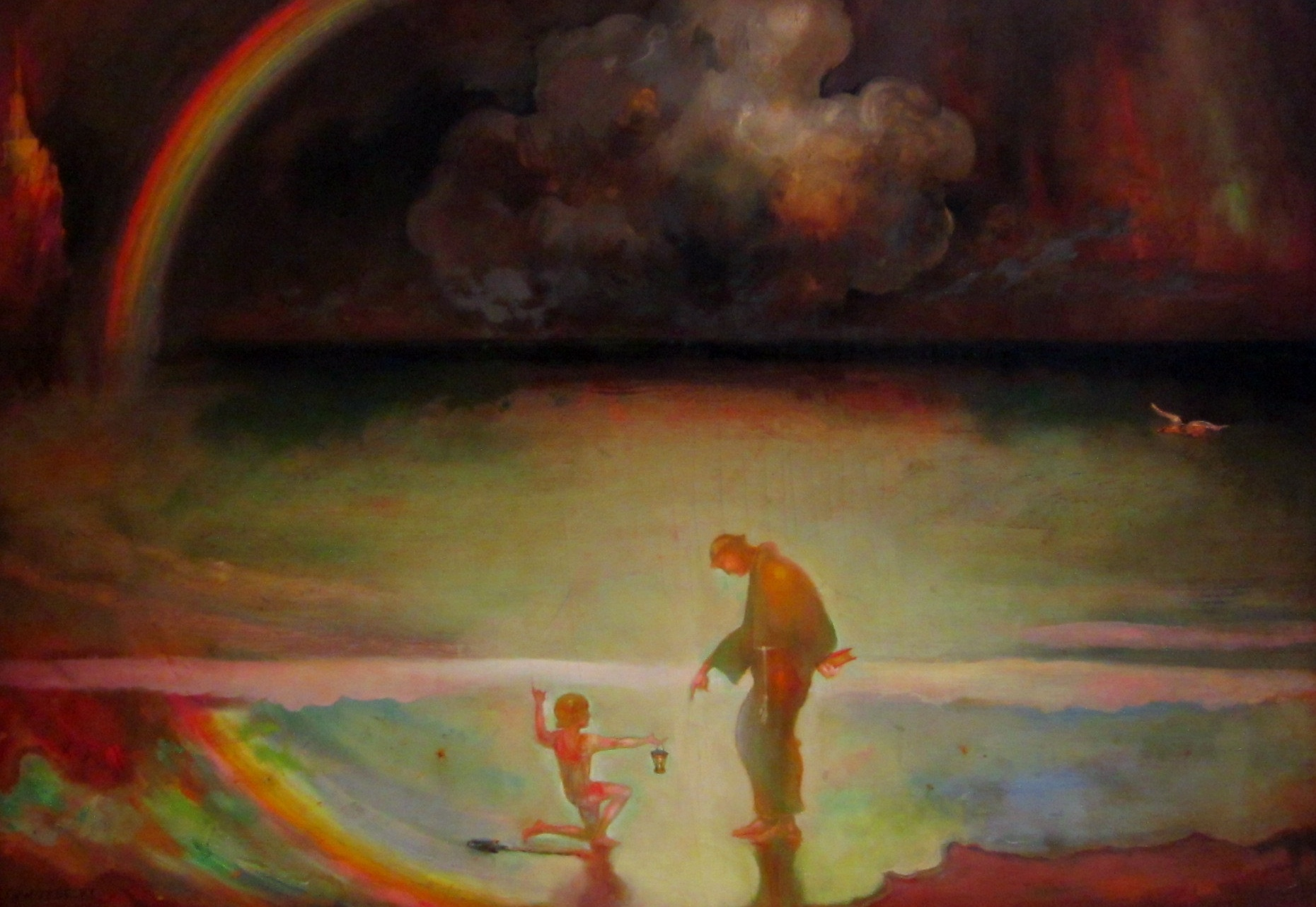
Giấc mơ của Thánh Augustinô
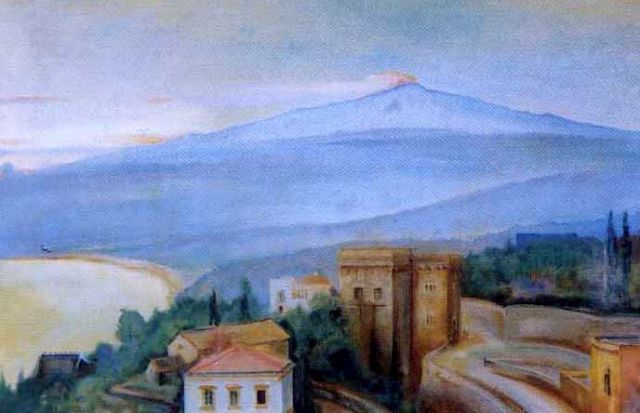
Mount Etna